# Liste der Nummer-eins-Hits in Tschechien (2012)
Dies ist eine Liste der Nummer-eins-Hits in Tschechien im Jahr 2012. Sie basiert auf den Auswertungen der IFPI ČR, der nationalen Vertretung der tschechischen Musikindustrie. Grundlage sind die Top 50 Prodejní (Verkaufscharts) für Alben. Die Singles basieren auf den Radio Top 100 Oficiální.

## Singles
| ← 2011 ← | Liste der Nummer-eins-Hits in Tschechien (Radio Top 100) | Liste der Nummer-eins-Hits in Tschechien (Radio Top 100) | Liste der Nummer-eins-Hits in Tschechien (Radio Top 100) | 2013 → |
| \| Zeitraum \| Wo. ges. \| Interpret \| Titel Autor(en) \| Zusätzliche Informationen \| \| (Zeitraum, Wochen auf Platz eins, Interpret, Titel, Autor[en], zusätzliche Informationen) \| \| \| \| \| \| ----------------------------------------------------------------------------------------- \| -------- \| ------------------ \| ---------------------------------------------------------------------------------------------------------------------------------------------------------------------------------- \| --------------------------------------------------------------------------------------------------------------------------------------------------------------------------------------- \| \| 51. Woche 2011 – 6. Woche 2012 8 Wochen (insgesamt 12) \| 12 \| Mandrage \| Šrouby a matice Vít Starý, Matyáš Vorda, Michal Faitl, Josef Bolan, František Bořík \| – \| \| 7. Woche 1 Woche \| 1 \| Coldplay \| Paradise Guy Rupert Berryman, Jonathan Mark Buckland, William Champion, Christopher Anthony John Martin, Brian Peter George Eno \| Die zweite Nummer eins der britischen Superband seit 2006 brauchte 21 Wochen bis an die Chartspitze. \| \| 8.–10. Woche 3 Wochen (insgesamt 12) \| 12 \| Mandrage \| Šrouby a matice Vít Starý, Matyáš Vorda, Michal Faitl, Josef Bolan, František Bořík \| – \| \| 11.–13. Woche 3 Wochen \| 3 \| Michel Teló \| Ai Se Eu Te Pego! Sharon Acioly Arcoverde, Antônio Carlos Paim Cerqueira, Amanda Grasiele Mesquita Teixeira da Cruz, Aline Medeiros da Fonseca, Karine Assis Vinagre \| Tschechien war eines von vielen Ländern, in denen der Brasilianer mit seinem ersten internationalen Hit auf Platz 1 kam. \| \| 14. Woche 1 Woche (insgesamt 12) \| 12 \| Mandrage \| Šrouby a matice Vít Starý, Matyáš Vorda, Michal Faitl, Josef Bolan, František Bořík \| – \| \| 15.–16. Woche 2 Wochen (insgesamt 3) \| 3 \| Gotye feat. Kimbra \| Somebody That I Used to Know Walter Andre E. De Backer, Luiz Floriano Bonfá \| – \| \| 17. Woche 1 Woche \| 1 \| Nightwork \| Čekám na signál František Soukup, Jakub Prachař \| Musik aus dem Film Signál; die Prager Band Nightwork hatte im Jahr zuvor den Durchbruch mit dem Nummer-eins-Album Tepláky aneb kroky Františka Soukupa und dem Nummer-vier-Hit Tepláky. \| \| 18. Woche 1 Woche (insgesamt 3) \| 3 \| Gotye feat. Kimbra \| Somebody That I Used to Know Walter Andre E. De Backer, Luiz Floriano Bonfá \| – \| \| 19.–20. Woche 2 Wochen \| 2 \| DJ Antoine \| Ma chérie Maurizio Pozzi, Fabio Antoniali, Antoine Konrad, Boris Krstajić, Danica Krstajić \| Nachdem Welcome to St. Tropez knapp Platz 1 verpasst hatte, holte sich der Schweizer DJ mit seinem zweiten Hit die Spitzenposition. \| \| 21.–28. Woche 8 Wochen \| 8 \| Carly Rae Jepsen \| Call Me Maybe Joshua Keeler Ramsay, Carly Rae Jepsen, Tavish Crowe \| Der erste internationale Erfolg der kanadischen Sängerin erreichte weltweit Spitzenplatzierungen. \| \| 29.–30. Woche 2 Wochen \| 2 \| Flo Rida \| Whistle Tramar Dillard, David Edward Glass, Antonio Clarence Mobley, Marcus Killian, Justin Scott Franks, Breyan Stanley Isaac, Arthur Scott Pingrey, Joshua Ralph \| Der dritte Top-10-Hit des US-Rappers schaffte es bis auf Platz 1. \| \| 31.–35. Woche 5 Wochen (insgesamt 8) \| 8 \| Peter Bič Project \| Hey Now Peter Bič, Ivo Bič, Jozef Zima, Matúš Pavlík, Vlado Čekan, Dáška Kostovčík \| – \| \| 36. Woche 1 Woche \| 1 \| Oceana \| Endless Summer Marc F. Jackson, Andreas Litterscheid, Blair Nicholas Somerled Mackichan, Reinhard Raith, Oceana Mahlmann, Mense Reents, Marcel Albert, Hugo Oscar, Jakobus Siebels \| Das offizielle Lied zur Fußball-Europameisterschaft 2012 erreichte ein Vierteljahr später die Spitze der Charts. \| \| 37.–39. Woche 3 Wochen (insgesamt 8) \| 8 \| Peter Bič Project \| Hey Now Peter Bič, Ivo Bič, Jozef Zima, Matúš Pavlík, Vlado Čekan, Dáška Kostovčík \| – \| \| 40.–41. Woche 2 Wochen (insgesamt 5) \| 5 \| Kryštof \| Inzerát Richard Krajčo, Ondřej Kyjonka, Ido Zmishlany, Petr Harazin, Yaron Fuchs \| Bis auf 2010 enthielt jedes Album der tschechischen Pop-Rock-Band seit 2006 auch einen Nummer-eins-Hit. \| \| 42. Woche 1 Woche \| 1 \| Psy \| Gangnam Style Yoo Gun-hyung, Park Jae-sang \| Nachdem der südkoreanische Rapper mit seinem internationalen Kulthit nach vier Top-10-Wochen die Spitze erobert hatte, folgte der Absturz aus den Top 20. \| \| 43.–45. Woche 3 Wochen (insgesamt 5) \| 5 \| Kryštof \| Inzerát Richard Krajčo, Ondřej Kyjonka, Ido Zmishlany, Petr Harazin, Yaron Fuchs \| – \| \| 46.–48. Woche 3 Wochen \| 3 \| Adele \| Skyfall Paul Richard Epworth, Adele Laurie Blue Adkins \| Erst eroberte der James-Bond-Film die Kinos, dann folgte der Titelsong auf Platz 1. Für die Engländerin ist es der dritte Spitzenreiter seit dem Durchbruch im Jahr zuvor. \| \| 49. Woche 2012 – 5. Woche 2013 9 Wochen \| 9 \| Rihanna \| Diamonds Tor Erik Hermansen, Mikkel Storleer Eriksen, Sia Kate Furler, Benjamin Joseph Levin \| – \| |                                                          |                                                          | | |
| ← 2011 |                                                          |                                                          | | → 2013 → |
| Zeitraum | Wo. ges.                                                 | Interpret                                                | Titel Autor(en) | Zusätzliche Informationen |
| (Zeitraum, Wochen auf Platz eins, Interpret, Titel, Autor[en], zusätzliche Informationen) |                                                          |                                                          | | |
| 51. Woche 2011 – 6. Woche 2012 8 Wochen (insgesamt 12) | 12                                                       | Mandrage                                                 | Šrouby a matice Vít Starý, Matyáš Vorda, Michal Faitl, Josef Bolan, František Bořík                                                                                                | – |
| 7. Woche 1 Woche | 1                                                        | Coldplay                                                 | Paradise Guy Rupert Berryman, Jonathan Mark Buckland, William Champion, Christopher Anthony John Martin, Brian Peter George Eno                                                    | Die zweite Nummer eins der britischen Superband seit 2006 brauchte 21 Wochen bis an die Chartspitze.                                                                                    |
| 8.–10. Woche 3 Wochen (insgesamt 12) | 12                                                       | Mandrage                                                 | Šrouby a matice Vít Starý, Matyáš Vorda, Michal Faitl, Josef Bolan, František Bořík                                                                                                | – |
| 11.–13. Woche 3 Wochen | 3                                                        | Michel Teló                                              | Ai Se Eu Te Pego! Sharon Acioly Arcoverde, Antônio Carlos Paim Cerqueira, Amanda Grasiele Mesquita Teixeira da Cruz, Aline Medeiros da Fonseca, Karine Assis Vinagre               | Tschechien war eines von vielen Ländern, in denen der Brasilianer mit seinem ersten internationalen Hit auf Platz 1 kam.                                                                |
| 14. Woche 1 Woche (insgesamt 12) | 12                                                       | Mandrage                                                 | Šrouby a matice Vít Starý, Matyáš Vorda, Michal Faitl, Josef Bolan, František Bořík                                                                                                | – |
| 15.–16. Woche 2 Wochen (insgesamt 3) | 3                                                        | Gotye feat. Kimbra                                       | Somebody That I Used to Know Walter Andre E. De Backer, Luiz Floriano Bonfá | – |
| 17. Woche 1 Woche | 1                                                        | Nightwork                                                | Čekám na signál František Soukup, Jakub Prachař | Musik aus dem Film Signál; die Prager Band Nightwork hatte im Jahr zuvor den Durchbruch mit dem Nummer-eins-Album Tepláky aneb kroky Františka Soukupa und dem Nummer-vier-Hit Tepláky. |
| 18. Woche 1 Woche (insgesamt 3) | 3                                                        | Gotye feat. Kimbra                                       | Somebody That I Used to Know Walter Andre E. De Backer, Luiz Floriano Bonfá | – |
| 19.–20. Woche 2 Wochen | 2                                                        | DJ Antoine                                               | Ma chérie Maurizio Pozzi, Fabio Antoniali, Antoine Konrad, Boris Krstajić, Danica Krstajić                                                                                         | Nachdem Welcome to St. Tropez knapp Platz 1 verpasst hatte, holte sich der Schweizer DJ mit seinem zweiten Hit die Spitzenposition.                                                     |
| 21.–28. Woche 8 Wochen | 8                                                        | Carly Rae Jepsen                                         | Call Me Maybe Joshua Keeler Ramsay, Carly Rae Jepsen, Tavish Crowe | Der erste internationale Erfolg der kanadischen Sängerin erreichte weltweit Spitzenplatzierungen.                                                                                       |
| 29.–30. Woche 2 Wochen | 2                                                        | Flo Rida                                                 | Whistle Tramar Dillard, David Edward Glass, Antonio Clarence Mobley, Marcus Killian, Justin Scott Franks, Breyan Stanley Isaac, Arthur Scott Pingrey, Joshua Ralph                 | Der dritte Top-10-Hit des US-Rappers schaffte es bis auf Platz 1. |
| 31.–35. Woche 5 Wochen (insgesamt 8) | 8                                                        | Peter Bič Project                                        | Hey Now Peter Bič, Ivo Bič, Jozef Zima, Matúš Pavlík, Vlado Čekan, Dáška Kostovčík                                                                                                 | – |
| 36. Woche 1 Woche | 1                                                        | Oceana                                                   | Endless Summer Marc F. Jackson, Andreas Litterscheid, Blair Nicholas Somerled Mackichan, Reinhard Raith, Oceana Mahlmann, Mense Reents, Marcel Albert, Hugo Oscar, Jakobus Siebels | Das offizielle Lied zur Fußball-Europameisterschaft 2012 erreichte ein Vierteljahr später die Spitze der Charts.                                                                        |
| 37.–39. Woche 3 Wochen (insgesamt 8) | 8                                                        | Peter Bič Project                                        | Hey Now Peter Bič, Ivo Bič, Jozef Zima, Matúš Pavlík, Vlado Čekan, Dáška Kostovčík                                                                                                 | – |
| 40.–41. Woche 2 Wochen (insgesamt 5) | 5                                                        | Kryštof                                                  | Inzerát Richard Krajčo, Ondřej Kyjonka, Ido Zmishlany, Petr Harazin, Yaron Fuchs                                                                                                   | Bis auf 2010 enthielt jedes Album der tschechischen Pop-Rock-Band seit 2006 auch einen Nummer-eins-Hit.                                                                                 |
| 42. Woche 1 Woche | 1                                                        | Psy                                                      | Gangnam Style Yoo Gun-hyung, Park Jae-sang | Nachdem der südkoreanische Rapper mit seinem internationalen Kulthit nach vier Top-10-Wochen die Spitze erobert hatte, folgte der Absturz aus den Top 20.                               |
| 43.–45. Woche 3 Wochen (insgesamt 5) | 5                                                        | Kryštof                                                  | Inzerát Richard Krajčo, Ondřej Kyjonka, Ido Zmishlany, Petr Harazin, Yaron Fuchs                                                                                                   | – |
| 46.–48. Woche 3 Wochen | 3                                                        | Adele                                                    | Skyfall Paul Richard Epworth, Adele Laurie Blue Adkins | Erst eroberte der James-Bond-Film die Kinos, dann folgte der Titelsong auf Platz 1. Für die Engländerin ist es der dritte Spitzenreiter seit dem Durchbruch im Jahr zuvor.              |
| 49. Woche 2012 – 5. Woche 2013 9 Wochen | 9                                                        | Rihanna                                                  | Diamonds Tor Erik Hermansen, Mikkel Storleer Eriksen, Sia Kate Furler, Benjamin Joseph Levin                                                                                       | – |

## Alben
| ← 2011 ← | Liste der Nummer-eins-Hits in Tschechien | Liste der Nummer-eins-Hits in Tschechien | Liste der Nummer-eins-Hits in Tschechien | 2013 → |
| \| Zeitraum \| Wo. ges. \| Interpret \| Titel \| Zusätzliche Informationen \| \| (Zeitraum, Wochen auf Platz eins, Interpret, Titel, zusätzliche Informationen) \| \| \| \| \| \| ------------------------------------------------------------------------------ \| -------- \| ---------------- \| ------------------------ \| --------------------------------------------------------------------------------------------------------------------------------------------------- \| \| 47. Woche 2011 – 4. Woche 2012 10 Wochen (insgesamt 29) \| 29 \| Tomáš Klus \| Racek \| – \| \| 5.–9. Woche 5 Wochen \| 5 \| Leonard Cohen \| Old Ideas \| Für Leonard Cohen ist dies der erste Spitzenreiter seit 2006. \| \| 10. Woche 1 Woche \| 1 \| Daniel Landa \| Vozová Hradba \| – \| \| 11.–12. Woche 2 Wochen (insgesamt 29) \| 29 \| Tomáš Klus \| Racek \| – \| \| 13. Woche 1 Woche \| 1 \| Madonna \| MDNA \| – \| \| 14.–17. Woche 4 Wochen (insgesamt 29) \| 29 \| Tomáš Klus \| Racek \| – \| \| 18.–22. Woche 5 Wochen \| 5 \| Václav Neckář \| Dobrý časy \| Es ist das erste Nummer-eins-Album des 68-jährigen Sängers und Schauspielers seit 2006. \| \| 23.–25. Woche 3 Wochen (insgesamt 29) \| 29 \| Tomáš Klus \| Racek \| – \| \| 26. Woche 1 Woche \| 1 \| Linkin Park \| Living Things \| Das dritte Nummer-eins-Studioalbum in Folge für die US-Band. \| \| 27.–29. Woche 3 Wochen (insgesamt 29) \| 29 \| Tomáš Klus \| Racek \| – \| \| 30.–41. Woche 12 Wochen (insgesamt 18) \| 18 \| Jaromír Nohavica \| Tak mě tu máš \| Das dritte Nummer-eins-Album für den tschechischen Liedermacher seit 2006 und mit 18 Wochen an der Spitze das erfolgreichste. \| \| 42.–45. Woche 4 Wochen \| 4 \| Kryštof \| Inzerát \| Die erfolgsverwöhnte Band aus Havířov im äußersten Osten des Landes bringt seit 2006 fast im Zweijahresrhythmus ein neues Nummer-eins-Album heraus. \| \| 46. Woche 1 Woche \| 1 \| One Direction \| Take Me Home \| Nachdem das Debütalbum der englischen Boyband nur Platz 12 erreicht hatte, stieg Album Nummer zwei direkt an der Spitze ein. \| \| 47. Woche 1 Woche \| 1 \| Led Zeppelin \| Celebration Day (CD/DVD) \| – \| \| 48.–52. Woche 5 Wochen (insgesamt 18) \| 18 \| Jaromír Nohavica \| Tak mě tu máš \| – \| |                                          |                                          |                                          | |
| ← 2011 |                                          |                                          |                                          | → 2013 → |
| Zeitraum | Wo. ges.                                 | Interpret                                | Titel                                    | Zusätzliche Informationen |
| (Zeitraum, Wochen auf Platz eins, Interpret, Titel, zusätzliche Informationen) |                                          |                                          |                                          | |
| 47. Woche 2011 – 4. Woche 2012 10 Wochen (insgesamt 29) | 29                                       | Tomáš Klus                               | Racek                                    | – |
| 5.–9. Woche 5 Wochen | 5                                        | Leonard Cohen                            | Old Ideas                                | Für Leonard Cohen ist dies der erste Spitzenreiter seit 2006.                                                                                       |
| 10. Woche 1 Woche | 1                                        | Daniel Landa                             | Vozová Hradba                            | – |
| 11.–12. Woche 2 Wochen (insgesamt 29) | 29                                       | Tomáš Klus                               | Racek                                    | – |
| 13. Woche 1 Woche | 1                                        | Madonna                                  | MDNA                                     | – |
| 14.–17. Woche 4 Wochen (insgesamt 29) | 29                                       | Tomáš Klus                               | Racek                                    | – |
| 18.–22. Woche 5 Wochen | 5                                        | Václav Neckář                            | Dobrý časy                               | Es ist das erste Nummer-eins-Album des 68-jährigen Sängers und Schauspielers seit 2006.                                                             |
| 23.–25. Woche 3 Wochen (insgesamt 29) | 29                                       | Tomáš Klus                               | Racek                                    | – |
| 26. Woche 1 Woche | 1                                        | Linkin Park                              | Living Things                            | Das dritte Nummer-eins-Studioalbum in Folge für die US-Band.                                                                                        |
| 27.–29. Woche 3 Wochen (insgesamt 29) | 29                                       | Tomáš Klus                               | Racek                                    | – |
| 30.–41. Woche 12 Wochen (insgesamt 18) | 18                                       | Jaromír Nohavica                         | Tak mě tu máš                            | Das dritte Nummer-eins-Album für den tschechischen Liedermacher seit 2006 und mit 18 Wochen an der Spitze das erfolgreichste.                       |
| 42.–45. Woche 4 Wochen | 4                                        | Kryštof                                  | Inzerát                                  | Die erfolgsverwöhnte Band aus Havířov im äußersten Osten des Landes bringt seit 2006 fast im Zweijahresrhythmus ein neues Nummer-eins-Album heraus. |
| 46. Woche 1 Woche | 1                                        | One Direction                            | Take Me Home                             | Nachdem das Debütalbum der englischen Boyband nur Platz 12 erreicht hatte, stieg Album Nummer zwei direkt an der Spitze ein.                        |
| 47. Woche 1 Woche | 1                                        | Led Zeppelin                             | Celebration Day (CD/DVD)                 | – |
| 48.–52. Woche 5 Wochen (insgesamt 18) | 18                                       | Jaromír Nohavica                         | Tak mě tu máš                            | – |